# جیووانی مورتی (بازیکن فوتبال)
جیووانی مورتی (زاده ۳ دسامبر ۱۹۰۹ – درگذشته ۱ فوریه ۱۹۷۱)، مهاجم فوتبال ایتالیایی بود.